# Hầm đường bộ Hải Vân

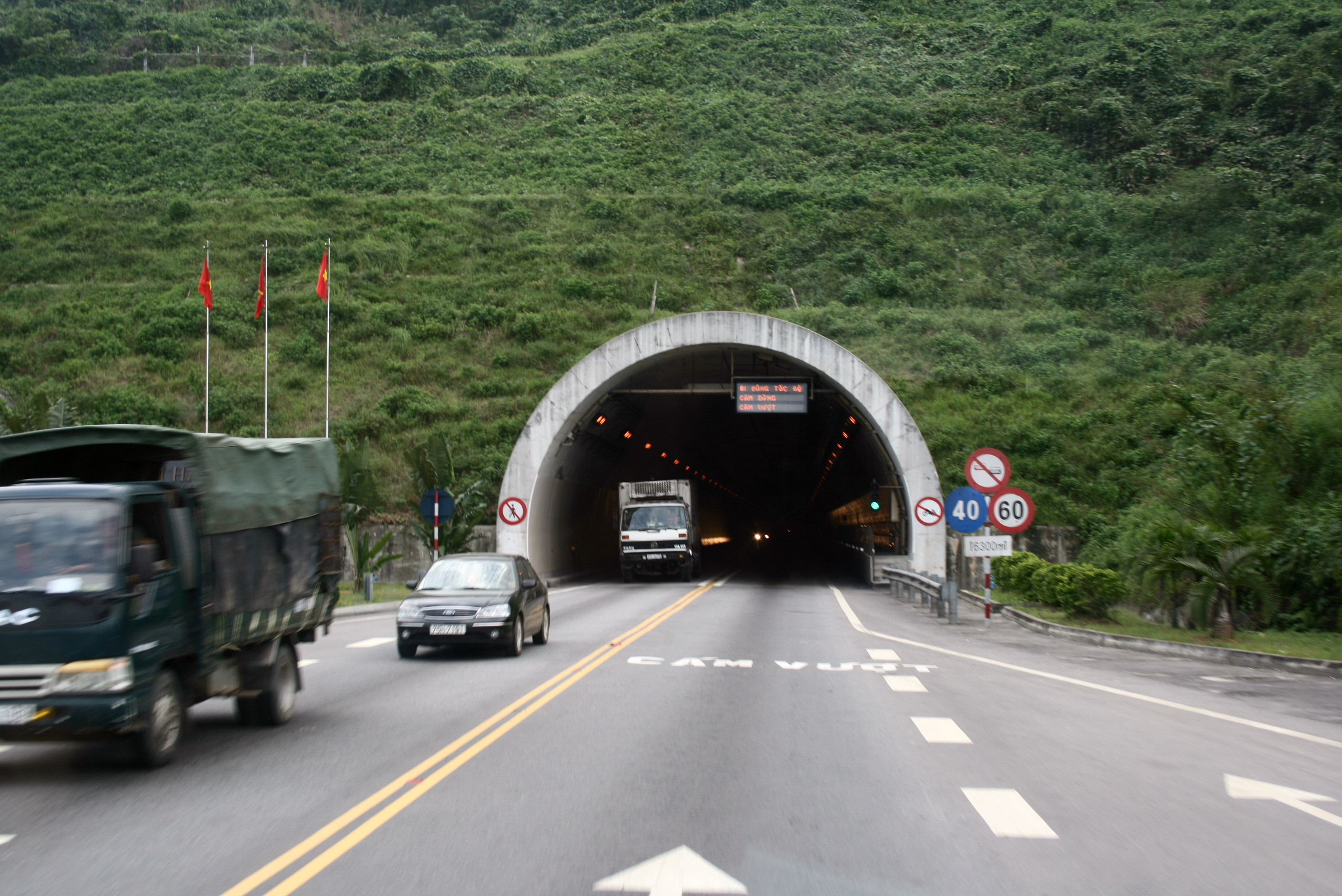
Cửa hầm Hải Vân 1 phía Bắc

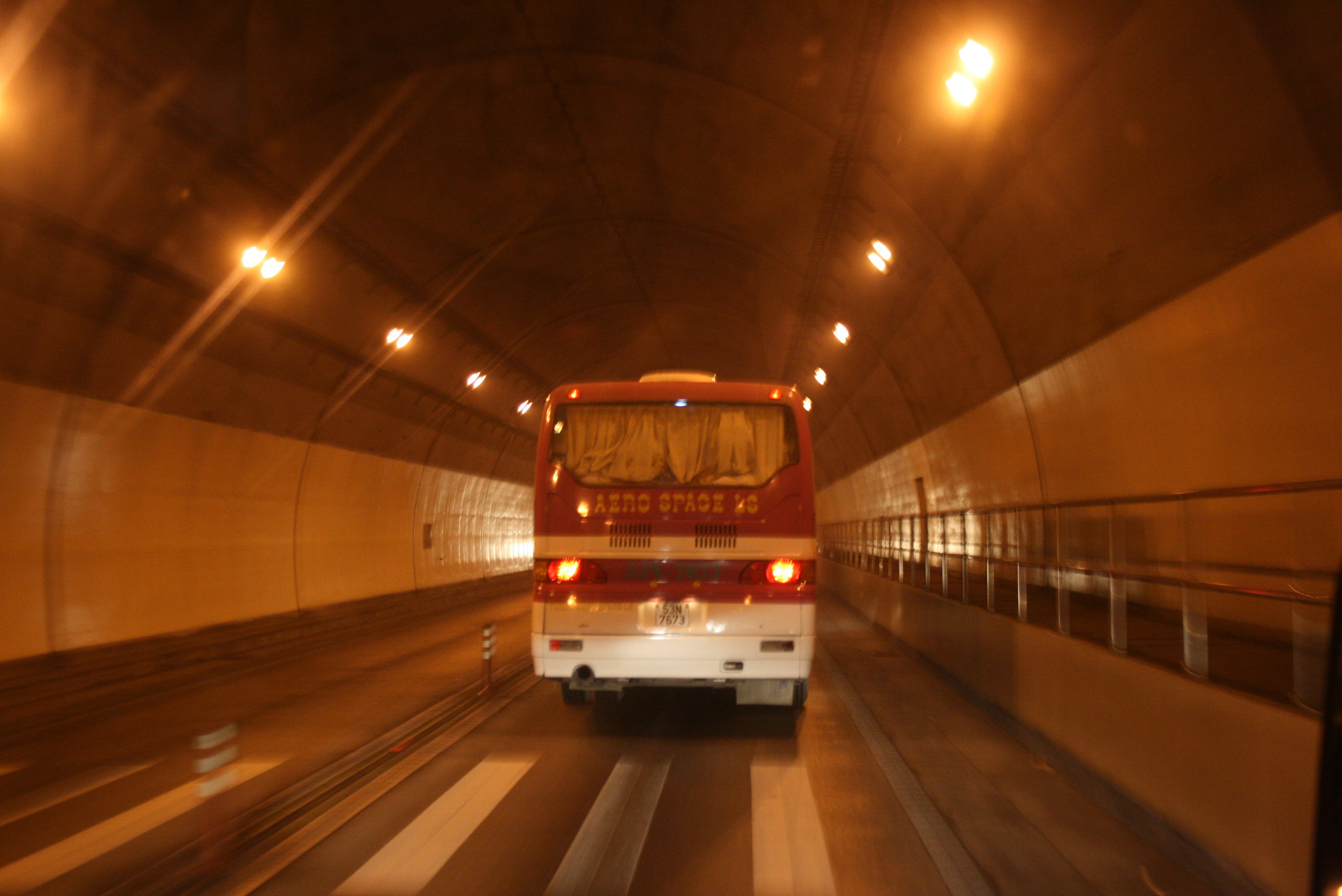
Bên trong hầm

Hầm đường bộ Hải Vân là hầm đường bộ trên Quốc lộ 1 ở ranh giới thành phố Huế và thành phố Đà Nẵng.
Hầm đường sắt là đường hầm được xây từ thời Pháp thuộc 1906
Hầm Hải Vân xuyên qua núi, thay thế cho đường đèo Hải Vân vốn có nhiều đoạn nguy hiểm cho giao thông. Với chiều dài 6,28 km là hầm đường bộ dài nhất Đông Nam Á. Trong tương lai, sau khi hầm Khánh Lê hoàn thành sẽ là hầm đường bộ dài nhất Đông Nam Á thay cho Hầm Hải Vân như những năm trước đây.
Hầm được khởi công xây dựng ngày 27 tháng 8 năm 2000, và khánh thành ngày 5 tháng 6 năm 2005. Tổng chi phí cho toàn bộ Dự án Hầm đường bộ Hải Vân là 127.357.000 USD.
Để giảm áp lực cho hầm Hải Vân 1, tháng 4 năm 2016 lãnh đạo Bộ Giao thông Vận tải đã đồng ý cho Công ty Cổ phần Đèo Cả triển khai dự án hầm đường bộ Hải Vân 2 dài 6.292 m, được thiết kế với chiều rộng 9,7 m; bao gồm 2 làn xe rộng 7 m, đường bộ hành, nằm song song với hầm Hải Vân 1. Tổng mức đầu tư ban đầu là 26.154 tỉ đồng, bao gồm giai đoạn 1: nâng cấp, sửa chữa hầm Hải Vân 1; và giai đoạn 2: tổ chức thi công hầm Hải Vân 2 với chiều dài toàn tuyến 12,4 km. Ngày 11 tháng 1 năm 2021, hầm đường bộ Hải Vân 2 được đưa vào khai thác.

## Các thông số kỹ thuật
- Đường hầm số 1 (khánh thành năm 2005): dài 6.280 m, rộng 10 m, độ cao xe cho phép đi qua là 7,5 m.
- Đường hầm số 2 (khánh thành năm 2021): dài 6.297 m, chạy song song với chiều rộng và chiều cao tương tự hầm số 1
- Hệ thống đường hầm thông gió: dài 1.810 m, rộng 8,2 m, cao 5,3 m.

Để bảo đảm an toàn giao thông và ứng phó với các tình huống khẩn cấp, trong hầm được trang bị các hệ thống: đèn chiếu sáng, thông gió, báo cháy và chữa cháy, điện thoại khẩn cấp, phát thanh radio, camera quan sát cũng như hệ thống giám sát và điều khiển giao thông.
Công trình còn chứa hầm lọc bụi tĩnh điện dài 153 m, rộng 10,2 m, cao 6,7 m. 
Sau gần 5 năm xây dựng, công trình hầm đường bộ Hải Vân đã hoàn thành với đường hầm chính dài 6,3 km, hầm phụ chạy song song dài 6,3 km, hầm thông gió dài 1,9 km, 3 hầm lọc bụi tĩnh điện cùng với 15 hầm ngang, tạo thành một hệ thống đường hầm hoàn chỉnh có tổng chiều dài khoảng 15,1 km
Thể tích đất đá phải đào khi xây hầm là 600.000 m³.

#### Hệ thống chiếu sáng
Hầm được chiếu sáng bởi 3.140 bóng đèn cao áp có tổng công suất 65 MW, tổng số tiền đã tiêu thụ điện năng cho chiếu sáng đường hầm bình quân 1 năm là 25 tỷ đồng.

##### Hệ thống thông gió
Để đảm bảo không khí trong đường hầm, ngoài cửa thông gió được đào thông lên đỉnh núi Hải Vân dài hơn 1.810 m để lấy không khí, trong đường hầm còn lắp đặt 3 trạm xử lý không khí với 23 quạt thông gió. Mỗi quạt có công suất 50 kW. Các quạt thông gió này giống như động cơ cánh quạt trên máy bay gắn trên trần hầm với công suất 50 kW sẽ hút và đẩy không khí đến trạm xử lý.
Bình quân mỗi giây đồng hồ hệ thống lọc và hút cung cấp 280 m³ không khí sạch cho đường hầm. Ngoài ra 3 trạm lọc không khí bằng tĩnh điện, mỗi trạm có công suất 1,5 MW có nhiệm vụ hút lượng không khí bẩn, rồi xử lý đưa ra ngoài đồng thời cung cấp không khí sạch cho đường hầm.
Nếu hệ thống thông gió cũng như hệ thống lọc không khí ngừng hoạt động, hành khách khi đi qua hầm có thể bị chết ngạt ngay lập tức.

## Quy định khi đi qua hầm
Lái xe tham gia giao thông trong hầm ngoài việc chấp hành Luật Giao thông đường bộ còn phải thực hiện những quy định sau:
1. Tốc độ và khoảng cách.
- a) Tốc độ tối đa: 70km/h (60 km/h trước 2006)
- b) Tốc độ tối thiểu: 45km/h (40 km/h trước 2006)
- c) Khoảng cách tối thiểu giữa các xe trên cùng làn xe: 50 m.

2. Các hành vi bị nghiêm cấm.
- a) Vượt, lùi và quay đầu xe.
- b) Dừng, đỗ xe.
- c) Để đất, đá, chất phế thải và các loại vật chất khác rơi vãi trong hầm.
- d) Bấm còi.
- e) Bật đèn ưu tiên.
- f) Bật đèn ở chế độ chiếu xa và các loại đèn có ánh sáng mạnh khác.

3. Trách nhiệm của lái xe.
- a) Bật đèn ở chế độ chiếu gần - đèn cốt.
- b) Mở radio sóng FM ở tần số 106 MHz (hoặc 102.5 MHz theo biển báo ở cửa hầm) hoặc sóng AM ở tần số 702 KHz.
- c) Quan sát biển báo, tín hiệu đèn giao thông.

## Phương tiện cấm lưu thông
- 1. Người đi bộ.

- 2. Các xe ô tô chở hàng độc hại, chất dễ cháy, chất nổ, hàng nguy hiểm.

- 3. Xe ô tô kể cả hàng hóa có chiều cao lớn hơn 4,2 m hoặc có chiều ngang lớn hơn 3 m.

- 4. Xe mô tô 3 bánh hoặc mô tô 2 bánh, xe gắn máy, xe máy điện, xe đạp điện, xe thô sơ.

- 5. Các phương tiện thuộc đối tượng tại khoản 2 điều này muốn lưu thông qua hầm phải đến cơ quan có thẩm quyền để được xem xét cấp giấy phép lưu hành; khi lưu thông trong hầm phải tuân theo sự hướng dẫn của Công ty Cổ phần Đầu tư hạ tầng giao thông Đèo Cả (HHV, trước đây là Công ty Cổ phần Quản lý và Khai thác Hầm Đường bộ Hải Vân – Hamadeco).

## Phí vận chuyển xe máy qua hầm Hải Vân
Từ ngày 1/5/2012, Công ty Quản lý và khai thác hầm đường bộ Hải Vân sẽ điều chỉnh giá vé vận chuyển mô tô, xe máy qua hầm đường bộ Hải Vân từ 20.000₫/lượt lên 25.000₫/lượt và người qua hầm 8.000₫/người, các mức giá vé khác vẫn được giữ nguyên.

## Thời gian đóng hầm
- 1. Thời gian đóng hầm từ 3 giờ đến 4 giờ để vệ sinh, sửa chữa, bảo trì các hạng mục hầm đường bộ Hải Vân.
- 2. Cấm xe tải và xe khách qua hầm Hải Vân từ 0 giờ – 4 giờ.

- 3. Thời gian đóng hầm quy định cho tất cả các ngày trong năm. Trường hợp cần thiết đóng hầm ngoài thời gian quy định, HHV phải báo cáo các cấp có thẩm quyền quyết định, trừ trường hợp sự cố, tai nạn.

## Kỷ lục Việt Nam
Với chiều dài 6,28 km hầm Hải Vân là hầm đường bộ dài nhất Đông Nam Á.